# HDFC銀行
HDFC銀行（英語：HDFC Bank）は、インドの商業銀行。

## 概要
1994年8月にインド準備銀行の一部を母体に民間銀行として設立が許可された。本行はインド準備銀行から誕生したが住宅開発金融会社（HDFC）の子会社となっており、小売銀行業務、卸売銀行業務、トレジャリーを基軸に事業展開している。このため住宅ローンのほか個人向け融資、法人および機関投資家向け融資や取引決済ほか、為替取引、デリバティブ取引を行っている。2023年3月末時点でインド全国に7,821の支店と18,000以上のATMを設置している。